# 大翅鮶鮋
大翅鮶鮋是一種深海魚，在日本北海道以喜知次的名義廣爲人知，是輻鰭魚綱鮋形目平鮋科的其中一種時令時脂肪量非常高，因此被認為是高級食用魚類。

## 分布
本魚分布於北太平洋區，包括日本海、白令海、阿拉斯加、鄂霍次克海、韓國、千島群島等海域的深水區。
在日本，多數出現在日本東海岸從庫頁島到千島群島的範圍，尤其是北海道東南沿海。

## 深度
水深150~200公尺。

## 特徵
本魚體為長橢圓形，頭部棘稜強，吻短稍尖，口中大；背鰭較低平，背鰭硬棘15~17枚、軟條8~10枚；臀鰭硬棘3枚、軟條5枚；胸鰭寬闊，下半部編緣略凹；尾鰭截形。體為橙紅色，死後一段時間，它會褪色並變得更接近黃色。除背鰭硬棘部有一大型黑斑外，其它部位無任何斑紋。眼大，前凹，眼距較近，頭部兩側有長而突出的條紋，從眼睛下方一直延伸到臉頰。體長可達30公分。

## 生態
生活在深層海域，喜棲息在岩礁縫隙旁，棲息於大陸架斜坡150-1280m水深，以400-600m水深為多。肉食性，覓食小型甲殼類，繁殖季節在7-10月，5、6月為高峰期，會將卵產在泡沫膠囊中，產卵約30萬枚。漂浮在海面上。

## 經濟利用
產量多，在日本為經濟魚類。